# Shinnosuke Oka
Shinnosuke Oka (en japonés: 岡慎之助, Oka Shinnosuke; Okayama, 31 de octubre de 2003) es un deportista japonés que compite en gimnasia artística.
Participó en los Juegos Olímpicos de París 2024, obteniendo cuatro medallas, oro en las pruebas individual, barra fija y por equipos (junto con Daiki Hashimoto, Kazuma Kaya, Takaaki Sugino y Wataru Tanigawa) y bronce en las barras paralelas. Anteriormente, en 2019 se había proclamado dos veces campeón mundial júnior.

## Palmarés internacional
| Juegos Olímpicos | Juegos Olímpicos | Juegos Olímpicos  | Juegos Olímpicos     |
| Año              | Lugar            | Medalla           | Prueba               |
| ---------------- | ---------------- | ----------------- | -------------------- |
| 2024             | París (Francia)  | Medalla de oro    | Concurso individual  |
| 2024             | París (Francia)  | Medalla de oro    | Barra fija           |
| 2024             | París (Francia)  | Medalla de oro    | Concurso por equipos |
| 2024             | París (Francia)  | Medalla de bronce | Paralelas            |